# ウィズワンダーランド
ウィズワンダーランド (WIZ WONDERLAND) は、広島県広島市中区新天地にかつて存在したファッションビル。ゆめタウンを展開しているイズミが経営する若者向けファッションビルであった。イズミのスーパーマーケット第1号店であり、現在もイズミがビルを所有している。現在はキーテナントとしてドン・キホーテが入居するテナントビルになっている。

## 概要
1961年11月3日にイズミのスーパー第1号店である「いづみ八丁堀店」として開業し、数回の改装・増築を経て、1970年代前半に地下1階・地上7階建ての現在のビルの規模となった。屋上には遊園地、地下には食品売り場があり、当時の百貨店レベルの設備・規模だった。その後、1980年の株式会社いづみから株式会社イズミへの商号変更に伴い「イズミ八丁堀店」となった。
1985年にスーパーとしての営業を終了。店舗改装を施し、広島初のファッションビルの「ウィズワンダーランド」に業態変換。若者向けの洋服店や雑貨店などのテナントが入るビルとなる。紙屋町のサンモールとともに広島若者向けのショッピングセンターとして親しまれた。近隣の中区三川町3-1にはウィズワンダーランド別館があったが現在は別テナントが入居。
2004年に近隣の広島パルコ新館のオープンなどの影響で売上が低迷したため、ミスタードーナツ以外のフロアをヤマダデンキが貸借し、テナントビルへ業態変換することが決定。2004年4月20日にウィズワンダーランドは閉館した。
2004年6月11日に「ヤマダ電機テックランド広島中央本店」がオープンした。この店舗はヤマダ電機が都市型店舗を展開するうえでの実験店舗であり、2006年より「LABI」ブランドで本格的に都市型店舗の展開を開始している。
2011年9月に近隣の天満屋八丁堀店が閉店を発表、天満屋撤退後にヤマダ電機が出店を検討していることがマスコミに報道された。そして2012年3月4日に閉店。同日に、天満屋八丁堀店も閉店した。その後、天満屋に「LABI広島」を出店することを同年6月8日に正式に発表。同月22日に開業、天満屋跡地へのヤマダ電機の事実上の移転となる。
2012年7月3日にドン・キホーテが同年10月に「ドン・キホーテ広島八丁堀店」をオープンすると正式発表。同年10月26日にドン･キホーテ及び美容院・ゲームセンター（ゲームセンターは後に閉店）などの各テナントがオープンした。圧縮陳列を売りとするドン・キホーテには珍しく、広い通路とゆとりのある陳列が特徴的な作りとなっている。
2017年2月3日に公表された広島県の耐震性能調査において、震度6強以上で「倒壊または崩壊する危険性が高い」とされたが、建て替え・耐震化の方針や時期は見通しが立っていない

## テナント
ウィズワンダーランド時代
- ザ・ダイソー
- ミスタードーナツ

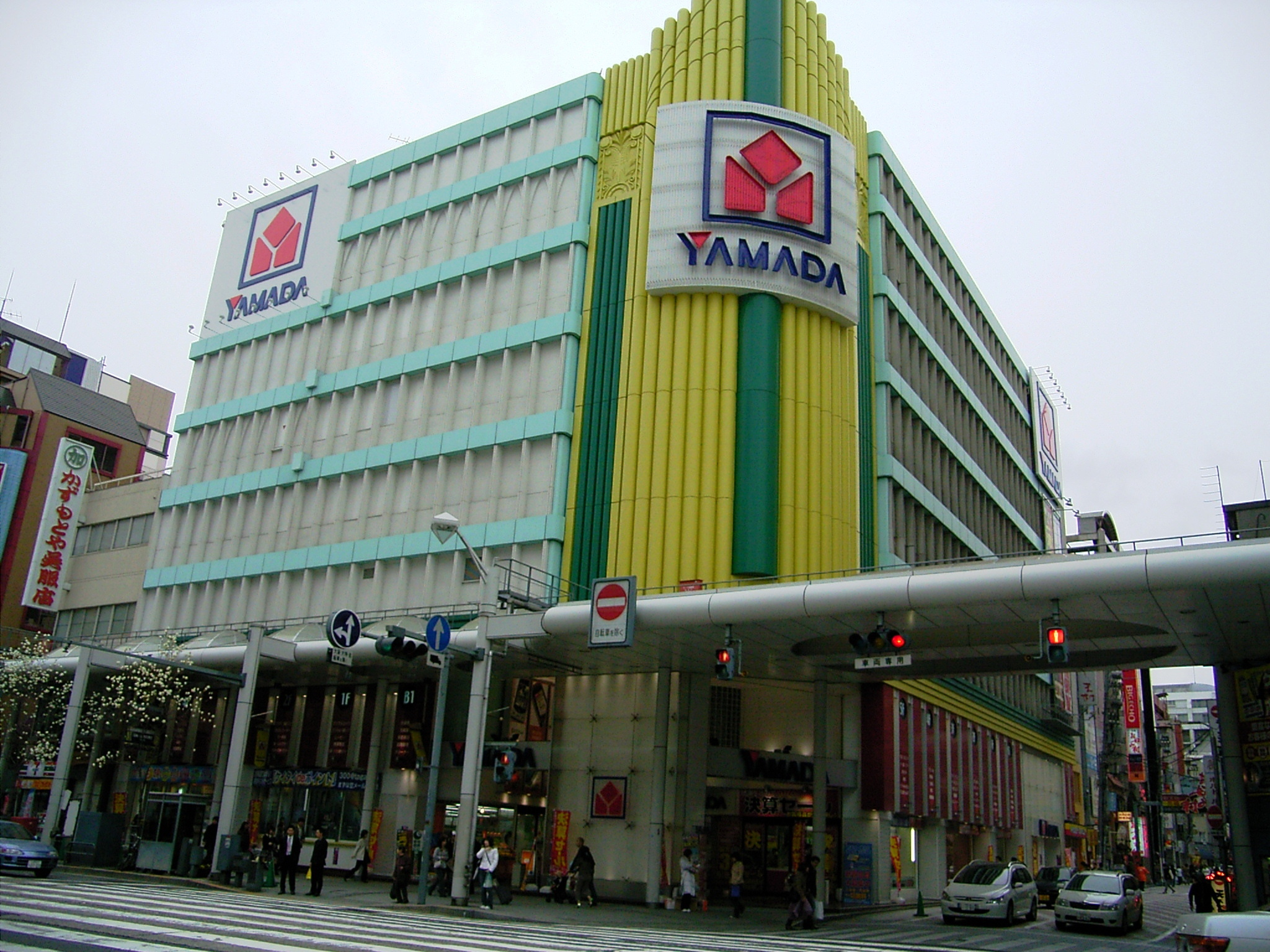
ヤマダ電機テックランド広島中央本店時代。

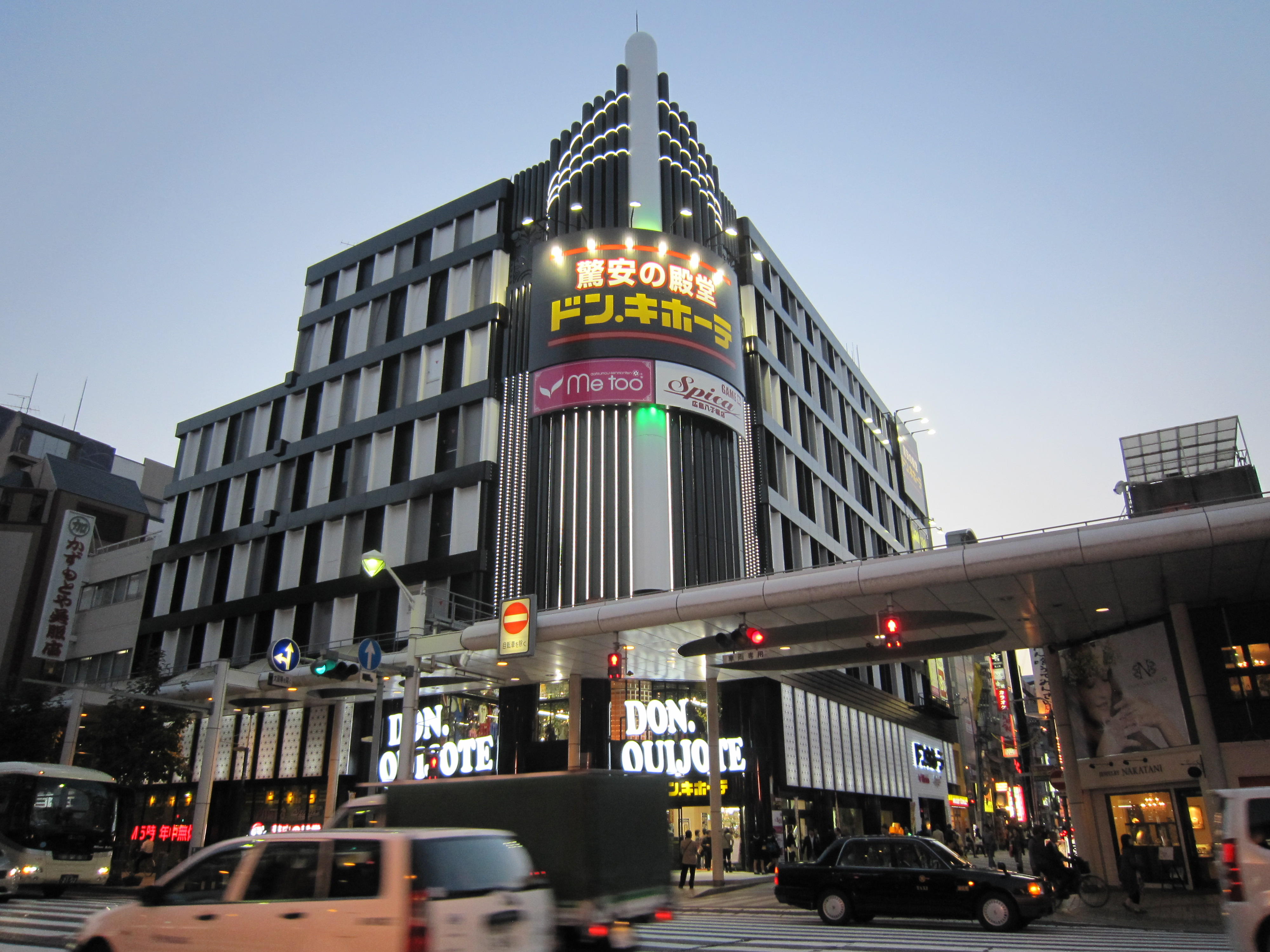
現在の様子。ドン･キホーテ広島八丁堀店。

- 無印良品 - 広島パルコ新館がオープンした際、パルコ新館へ移転。
- サンキューマート - ウィズワンダーランド閉館により、サンモールへ移転した。
- ヴィレッジヴァンガード
- 広島銀行ATM
- 広島信用金庫ATM
- テアトル・ウィズ - 序破急運営の非常設映画館。
- WIZワンダーランド KEYスタジオ - 1990年 - 1997年のナイターオフに中国放送（RCCラジオ）で放送された「ジューケンキャンパススタジオ」や、広島エフエム放送（HFM）の公開収録に使用された。ヤマダ電機転換時に店舗外壁から外側部分を撤去、店内内側部分は案内カウンターに転用された[5]。

ほか
ヤマダ電機テックランド広島中央本店時代
- ヤマダ電機
- auショップ
- ミスタードーナツ

現在
- ドン・キホーテ
- お宝買取団

ほか詳細はドン・キホーテ広島八丁堀店公式サイトを参照

## アクセス
- 鉄道
  - 広島電鉄 - 八丁堀電停
- バス - 八丁堀バス停

ほか

## 周辺施設
- 広島東宝ビル - 広島PARCO運営の広島ZERO GATEと広島ワシントンホテル。この場所にはかつて、広島宝塚会館があった。
- アリスガーデン
- 中央通り
- 広島パルコ（本館・新館）
- お好み村
- 並木通り